# Liste der Naturdenkmäler in Wien/Simmering
Die Liste der Naturdenkmäler in Wien/Simmering listet alle als Naturdenkmal ausgewiesenen Objekte im 11. Wiener Gemeindebezirk Simmering auf. Insgesamt bestehen in Simmering 11 Naturdenkmäler, worunter sich eine Allee und eine Baumreihe aus Bäumen der Gewöhnlichen Rosskastanie (Aesculus hippocastanum) sowie ein Eichenhain und ein Bestand einer ehemaligen Baumschule befinden. Die übrigen Naturdenkmäler umfassen Einzelbäume bzw. ein Baumpaar.

## Naturdenkmäler
| Foto |                 | Name                                                 | ID  | Standort                                                                     | Beschreibung | Fläche | Datum      |
| ---- | --------------- | ---------------------------------------------------- | --- | ---------------------------------------------------------------------------- | --- | ------ | ---------- |
| 1    | Datei hochladen | Eichenhain                                           | 272 | Wien, Krematorium/Neugebäude KG: Kaiserebersdorf GrStNr: 1949 Standort       | Der Eichenhain befindet sich östlich der Feuerhalle Simmering |        | 04.09.1941 |
| 1    | Datei hochladen | Rosskastanienreihe (Aesculus hippocastanum)          | 470 | Wien, Meidlgasse KG: Kaiserebersdorf GrStNr: 1952/1; 1952/3; 1952/6 Standort | Die Rosskastanienreihe aus Bäumen der Gewöhnlichen Rosskastanie (Aesculus hippocastanum) wurde auf Grund ihre Wirkung für das landschaftliche Gepräge geschützt.                                                                        |        | 16.11.1959 |
| 1    | Datei hochladen | Stieleiche (Quercus robur)                           | 675 | Wien, Schmidgunstgasse 21 KG: Kaiserebersdorf GrStNr: 184 Standort           | Die Stieleiche (Quercus robur) wurde auf Grund ihrer außergewöhnlichen Kronenhöhe und ihres zum Untersuchungszeitpunkt rund 100-jährigen Alters unter Schutz gestellt.                                                                  |        | 07.05.1979 |
| 1    | Datei hochladen | Baumbestand der ehem. Baumschule Albern              | 712 | Wien, Mannswörther Straße, Warneckestraße KG: Albern Standort                | Das Naturdenkmal besteht aus einer geschützten Fläche am südlichen Ende der Warneckestraße, einem Baumstreifen nördlich der Fabianstraße sowie zwei dort nahegelegenen Einzelbäumen.                                                    |        | 16.05.1984 |
| 1    | Datei hochladen | Eibe (Taxus baccata)                                 | 736 | Wien, Schmidgunstgasse 25 KG: Kaiserebersdorf GrStNr: 196 Standort           | Die Europäische Eibe (Taxus baccata) wies 1988 einen Stammumfang von 138 cm (gemessen unter der ersten Astzweigung) und einem Kronendurchmesser von rund 7–8 m auf. Das Alter wurde zu diesem Zeitpunkt auf 90 bis 100 Jahre geschätzt. |        | 07.11.1988 |
| 1    | Datei hochladen | Sommerlinde (Tilia platyphyllos)                     | 737 | Wien, Kaiser Ebersdorfer-Straße 288 KG: Kaiserebersdorf GrStNr: 132 Standort | Die Sommer-Linde (Tilia platyphyllos) steht im Hof eines alten Bauernhauses und wies zum Untersuchungszeitpunkt einen Stammumfang von 169 cm und eine Höhe bzw. einen Kronendurchmesser von je 12 m auf.                                |        | 05.01.1989 |
| 1    | Datei hochladen | Stieleiche (Quercus robur)                           | 763 | Wien, Hauffgasse 10 KG: Simmering GrStNr: 242/2 Standort                     | Die Stieleiche (Quercus robur) wurde auf Grund ihrer Größe und Ausformung unter Schutz gestellt. |        | 04.05.1995 |
| 1    | Datei hochladen | Ulme (Ulmus x hollandica)                            | 764 | Wien, Ravelinstraße 3 KG: Simmering GrStNr: 1041/1 Standort                  | Die Holländische Ulme (Ulmus x hollandica) steht Garten eines Gasthauses, Sie wies zum Untersuchungszeitpunkt einen Stammumfang von 190 cm, eine Höhe von 14 m und einen Kronendurchmesser von 10 m auf.                                |        | 28.08.1995 |
| 1    | Datei hochladen | 2 Gemeine Platanen (Platanus hybrida)                | 799 | Wien, Kopalgasse 55–61 KG: Simmering GrStNr: 75/6 Standort                   | Die beiden Ahornblättrigen Platanen befindet sich in einem Gastgarten im Kreuzungsbereich der Kopalgasse mit der Meichlstraße. Die beiden Platanen bilden eine gemeinsame, mächtige und ortsbildprägende Freistandskrone aus.           |        | 04.05.2007 |
| 1    | Datei hochladen | Doppelte Rosskastanienallee (Aesculus hippocastanum) | 803 | Wien, Simmeringer Hauptstr. 337 KG: Kaiserebersdorf GrStNr: 970/3 Standort   | Die doppelte Rosskastanienallee aus Bäumen der Gewöhnlichen Rosskastanie (Aesculus hippocastanum) beginnt nach dem Gehweg Simmeringer Hauptstraße 337 und führt zum Eingang des Krematoriums Wien.                                      |        | 04.05.2007 |
| 1    | Datei hochladen | Schwarzpappel (Populus nigra)                        | 864 | Wien, Haidestraße KG: Simmering GrStNr: 1284/14 Standort                     | Diese Schwarzpappel weist eine Höhe von bis zu 25 m, ein Alter über 75 Jahre, einen Stammumfang von 370 cm und einen Kronendurchmesser von bis zu 21 m auf. Die Form der Krone gibt der Umgebung ein besonderes Gepräge.                |        | 17.08.2023 |

## Ehemalige Naturdenkmäler
| Foto |                 | Name                          | ID  | Standort                                           | Beschreibung | Fläche | Datum      |
| ---- | --------------- | ----------------------------- | --- | -------------------------------------------------- | --- | ------ | ---------- |
| 1    | Datei hochladen | Schwarzpappel (Populus nigra) | 641 | Wien, Artillerieplatz KG: Kaiserebersdorf Standort | Die Schwarz-Pappel (Populus nigra) war der letzte verbliebene Baum der früheren auartigen Bestände in diesem Gebiet.Anmerkung: Koordinaten näherungsweise. |        | 18.10.1976 |

| Foto:                    | Fotografie des Naturdenkmals. Klicken des Fotos erzeugt eine vergrößerte Ansicht. Daneben finden sich zwei Symbole: \| Weitere Bilder vorhanden \| Das Symbol bedeutet, dass weitere Fotos des Objekts verfügbar sind. Durch Klicken des Symbols werden sie angezeigt. \| \| Eigenes Foto hochladen \| Durch Klicken des Symbols können weitere Fotos des Objekts in das Medienarchiv Wikimedia Commons hochgeladen werden. \| |
| Name:                    | Bezeichnung des Naturdenkmals laut offiziellen Quellen |
| ID                       | Identifikator |
| Standort:                | Es ist die Gemeinde und falls vorhanden die Adresse angegeben. Darunter sind die Katastralgemeinde (KG) und die Grundstücksnummer angeführt. Durch Aufruf des Links Standort wird die Lage des Denkmals in verschiedenen Kartenprojekten angezeigt. |
| Beschreibung             | Kurze Beschreibung des Naturdenkmals |
| Fläche                   | Fläche des Naturdenkmals in Hektar (ha) |
| Datum                    | Datum oder Jahr der Unterschutzstellung |
| Weitere Bilder vorhanden | Das Symbol bedeutet, dass weitere Fotos des Objekts verfügbar sind. Durch Klicken des Symbols werden sie angezeigt. |
| Eigenes Foto hochladen   | Durch Klicken des Symbols können weitere Fotos des Objekts in das Medienarchiv Wikimedia Commons hochgeladen werden. |